# コンパクトPCI

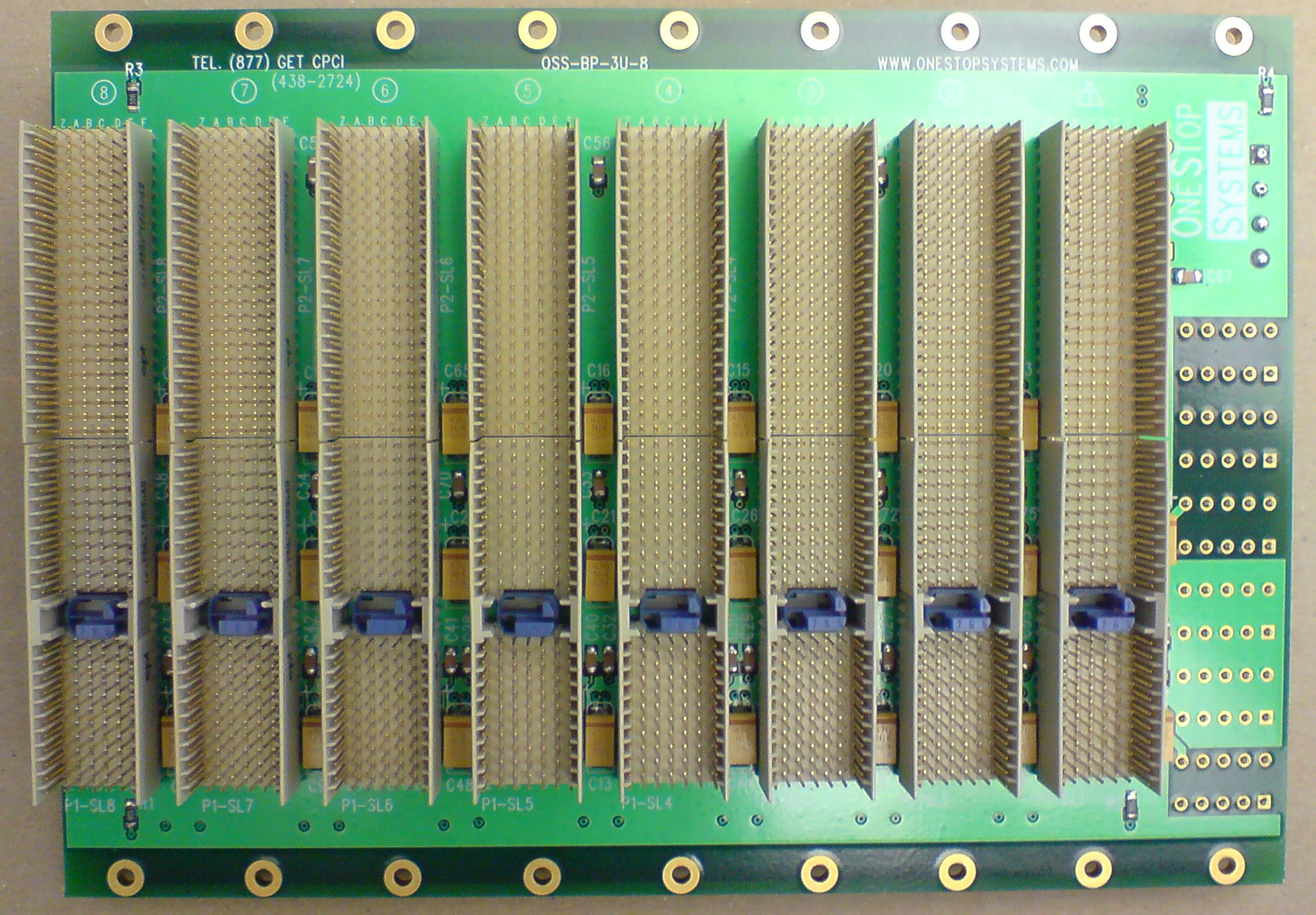
3UのコンパクトPCIバックプレーン。J2（上）とJ1（下）コネクタがあり、途中に青いキーがある。J1コネクタは32ビットPCIバスで、J2コネクタのピンは背後の別のコネクタにそのまま繋がっている。

コンパクトPCI（英: CompactPCI, cPCI）は、3Uまたは6UのEurocardベースの産業用コンピュータの標準規格の一種である。ひとつのコンパクトPCIシステムは全基板が受動PCIバックプレーンで接続された構成となっており、バックプレーンには PICMG US および PICMG Europe が公表している（PICMGは、PCI Industrial Computers Manufacturers Group の略）規格のコネクタが配置されている。コンパクトPCIのコネクタおよび電気規格は、1つのPCIセグメントに8枚の基板まで接続でき、セグメント同士をブリッジで接続できるようになっている。
VMEバスなどの本来のEurocardではコネクタのピン間隔が0.1インチ (2.54mm) だが、コンパクトPCIではピン間隔が2mmのコネクタを使用している（IEC 1076 準拠）。3Uの基板には110ピンコネクタ (J1) とオプションの110ピンコネクタ (J2) がある。J1コネクタは32ビットPCIバスであり、J2コネクタはユーザー定義のI/Oおよび64ビットPCIバスを実装する際の上位32ビットに対応したピンで構成されている。6Uの基板では、3Uと同じ役割のJ1およびJ2コネクタと、各種ユーザー定義I/Oだけでなく、電話信号やイーサネット信号にも使えるJ3、J4、J5コネクタがある。ホットプラグ機能も備えている。基板の挿抜時に接地が確実に行われるよう、一部のピンだけ長くなっている。
バックプレーンは 3.3V VIO または 5V VIO で運用するよう設計してある。バックプレーンを見て定格電圧がすぐにわかるよう、3.3V では黄色のキー、5V では青いキーが付属している。基板側は、どちらかの電圧でしか動作しないものにはその色のキーがあり、どちらでも動作可能な場合はキーが付属していない。写真にあるのは 5V VIO の8スロットのバックプレーンである。
コンパクトPCIは1995年後半にPCI信号用受動バックプレーンとして、PICMG 2.0 という名前で承認された。PICMG の 2.x シリーズの一連の規格は、コンパクトPCIの各種機能に関するもので、ホットスワップ (PICMG 2.1)、電話信号 (PICMG 2.5)、スイッチング型イーサネット対応 (PICMG 2.16) といった拡張がある。
もともとPCIの信号やプロトコルをサポートすべく設計されたが（そのため、コンパクトPCIという名称になった）、2mm間隔のコネクタを持つ3Uおよび6Uの形状に様々な技術を詰め込んだものになっている。実際、システムによってはPCIバスを全く使わず、単にイーサネットのスイッチのような使われ方をしている場合もある。
設計上の欠点として、コネクタ部のピンが挿抜時に折れ曲がってしまうことがある点が挙げられる。